# Героїчний корпус
Героїчний корпус — організація, заснована в Кореї в 1919 році, під час японського колоніального періоду. Його активісти вірили в революційне повстання та егалітаризм.
Після розгрому Руху 1 березня в 1919 році багато активістів незалежності перенесли свої бази в інші країни. Однак члени Героїчного корпусу вважали, що ці організації були надто поміркованими та не сприяли незалежності Кореї, і натомість застосували більш радикальний підхід, виступаючи проти компромісних рішень, таких як культуралізм. Героїчний корпус бажав насильницької революції, що відображено в Маніфесті Корейської революції (조선혁명선언) активіста за незалежність Шін Чае Го. Корпус боровся за незалежність, вбиваючи високопоставлених японських чиновників і здійснюючи терористичні акти проти урядових установ. Героїчний корпус переніс свою базу до Пекіна, Китай, і привів членів до Шанхаю, де в 1924 році у них було близько 70 членів. Кім Гу, Кім Гю Сік, Кім Чан Сук і Шін Чае Го були залучені як радники, а Чан Кайші, президент Республіки Китай, підтримував Героїчний корпус. Проте з часом їх рух розвивався відповідно до духу часу.

## Цілі
Керівником Корпусу був 22-річний кореєць на ім'я Кім Вон Бон (1898 — прибл. 1958). Організація базувалася на десяти статтях резолюції, в яких перераховувалися сім типів осіб, які повинні бути вбиті, і п'ять державних структур, які повинні бути знищені. Їхніми цілями були перемогти японських загарбників (кор.: хангиль: 구축왜노, ханча: 驅逐倭奴), отримати незалежність для Кореї (кор.: хангиль: 광복조국, ханча: 光復祖國), скасувати класові відмінності (кор.: хангиль: 타파계급, ханча: 打破階級), а також встановити рівні права на оброблювану землю (кор.: хангиль: 평균지권, ханча: 平均地權). Їхні ідеали продемонстрували нову хвилю революційної громадської активності в боротьбі за незалежність як пряму відповідь на Рух 1 Березня (кор.: хангиль: 3.1운동, ханча: 三一運動).

### 10 статей постанови
1. Ми повинні віддано прагнути до всіх вчинків праведності.
2. Ми повинні пожертвувати своїм тілом і життям за незалежність Кореї та світову рівність.
3. Ми приймаємо до членів лише тих, хто володіє духом вірності та жертовності.
4. Ми вважаємо завдання Корпусу першочерговим і швидко виконуємо цілі його членів.
5. Ми обираємо лідера з праведним характером, щоб представляти Корпус.
6. Ми представляємо звіт про стан щомісяця, де б ми не були.
7. Ми зобов'язуємося зібратися на вимогу де б і коли б ми не були.
8. Ми повинні залишитися живими, щоб виконати завдання Корпусу.
9. Ми віддаємо себе Корпусу, і Корпус присвятить себе кожному з нас.
10. Ми вбиваємо всіх, хто не підкоряється цілям Корпусу.

### Список із 7 типів людей, яких потрібно вбити
1. Генерал-губернатор Кореї
2. Командувач японськими силами в Кореї
3. Генерал-губернатор Тайваню та вищий офіцер
4. Особи, яких звинувачують у державній зраді через співпрацю з окупаційними військами
5. Прояпонські лідери
6. Секретні агенти Японії
7. Антинародні шляхтичі та великі землевласники

### Список 5 державних структур, які мають бути зруйновані
1. Японський генерал-уряд Кореї
2. Східна компанія розвитку
3. Офіс Мейл-Шинбо
4. Усі відділення поліції
5. Інші будівлі японського уряду на корейських землях[4]

## Напади

### Перевозять бомби в Мір'ян, Джіньйон
Героїчний корпус здійснив свій план убивства японських міністрів і знищення державних установ у березні 1920 року. Вони намагалися пронести бомби в Хосеан. Квак Дже Кі, який перебував у Маньчжурії, надіслав бомби Кім Бьон Вану. Однак бомби були конфісковані японською поліцією в провінції Кьонгі. Японська поліція заарештувала Квака Дже Кі, який був головним, і 12 осіб, пов'язаних з цим інцидентом.

### Кидання бомб у поліцейську дільницю Джогоно та інцидент у Сампантонг, Хьодже-донг
12 січня 1923 року в поліцейську дільницю Джонно було кинуто бомби. 17 січня японська поліція провела обшук у Сампанонг (кор.: хангиль: 삼판통, ханча: 三坂通), притулок Кім Сан Ока. В оточенні 20 поліцейських Кім Санг Ок відстрілювався, убивши керівника кримінального відділу та поранивши кількох інших поліцейських. Він уникнув облоги, щоб сховатися на горі Намсан, переодягнувшись ченцем, і сховався в будинку Лі Хе Су в Хьодже Донг (кор.: хангиль: 효제동, ханча: 孝悌洞). 22 січня кілька сотень озброєних поліцейських взяли будинок в облогу. Сам Кім Сан Ок протистояв японцям понад три години. Він убив кількох поліцейських, у тому числі офіцерів, перш ніж покінчити життя самогубством останньою кулею. Японські поліцейські органи не впізнали Кім Сан Ока як теракта доти, доки він не загинув.

### Кидання бомб у банк Джозеан Сікесан та Східна компанія розвитку
28 грудня 1926 року о 2 год вечора, Na Seok-ju увійшов до Чосон Сіксан Банк (кор.: хангиль: 조선식산은행, ханча: 朝鮮殖産銀行) і кинув одну бомбу. Пізніше того ж дня він напав на Східну компанію розвитку (кор.: хангиль: 동양척식주식회사, ханча: 東洋拓殖株式會社), кидаючи бомби та довільно стріляючи. Він убив кількох людей у компанії. П'ятеро японських поліцейських переслідували його, і він зрештою використав свій пістолет, щоб убити себе та уникнути арешту.